# خرمال جنوبي
خرمال جنوبي (الاسم العلمي: Diospyros australis) هو نوع من النباتات يتبع جنس الخرمال من الفصيلة الأبنوسية.